# Ritland (krater)
Ritland – krater uderzeniowy w gminie Hjelmeland w okręgu Rogaland w Norwegii. Skały krateru odsłaniają się na powierzchni ziemi.

## Historia geologiczna
Wiek krateru został oceniony na 520 milionów lat, czyli powstał on w kambrze. Został utworzony przez uderzenie planetoidy o około stumetrowej średnicy w skały krystaliczne. Kwarc szokowy znaleziony w kraterze jest dowodem jego impaktowego pochodzenia.
Miejsce uderzenia było początkowo położone na suchym lądzie i we wnętrzu krateru znajdują się osady pochodzące z osuwisk. W późniejszym czasie, jeszcze w kambrze, miała miejsce transgresja morza, która spowodowała powstanie w kraterze osadów morskich. Podczas orogenezy kaledońskiej krater pokryło nasunięcie związane z wypiętrzaniem się Kaledonidów o miąższości ponad 5000 m. Procesy metamorficzne związane ze wzrostem ciśnienia i temperatury przekształciły glinę w łupek, a piasek w piaskowiec. Skały nasunięcia zostały w późniejszych epokach zerodowane. Dalsza historia geologiczna krateru jest trudna do odtworzenia, gdyż młodsze osady zostały zniszczone przez lodowce, które w czwartorzędzie pokrywały Norwegię. Odsłonięte brzegi krateru w znacznym stopniu oparły się erozji lodowcowej, dzięki czemu krater jest obecnie rozpoznawalny w terenie.